# دنیس تیلور (راننده مسابقه)
دنیس تیلور (انگلیسی: Dennis Taylor؛ زادهٔ ۱۲ ژوئن ۱۹۲۱ در سیدکاپ، کنت، درگذشتهٔ ۲ ژوئن ۱۹۶۲ در مونت‌کارلو) رانندهٔ مسابقات اتومبیل‌رانی فرمول یک اهل بریتانیا بود که در فصل ۱۹۵۹ در مجموع در یک گراند پری شرکت کرد، اما موفق به کسب هیچ امتیازی نشد.
تیلور در ۲ ژوئن ۱۹۶۲ بر اثر تصادف رانندگی به‌هنگام مسابقه در مونت‌کارلو درگذشت.